# Море исчезающих времён
«Море исчезающих времён» — альбом российской пауэр-метал-группы Арда, выпущенный в 2007 году.

## История
Материал альбома был записан на студии «Чёрный Обелиск» в 2006—2007 годах. В результате положительного опыта сотрудничества, полученного при записи альбома, в состав группы приглашён на постоянной основе в качестве соло-гитариста Андрей Леонтьев, известный в прошлом по работе с группой «Scartown».
Альбом был назван по рассказу Габриэля Гарсиа Маркеса.

## Список композиций
| №   | Название                 | Текст песни | Музыка   | Длительность |
| --- | ------------------------ | ----------- | -------- | ------------ |
| 1.  | «За гранью»              | Окунев      | Процко   | 4:07         |
| 2.  | «Через шторм»            | Окунев      | Арда     | 3:18         |
| 3.  | «Здесь и сейчас»         | Окунев      | Пескарёв | 3:42         |
| 4.  | «Тает снег»              | Окунев      | Арда     | 4:39         |
| 5.  | «Море исчезающих времён» | Окунев      | Арда     | 5:47         |
| 6.  | «Без ответа»             | Окунев      | Андрюхин | 5:52         |
| 7.  | «Воздух»                 | Окунев      | Арда     | 4:05         |
| 8.  | «Арда»                   | Окунев      | Арда     | 5:49         |
| 9.  | «В иллюзиях»             | Окунев      | Андрюхин | 6:04         |
| 10. | «Последний свет»         | Окунев      | Процко   | 1:34         |

## Участники записи

### Участники группы
Группа
- Павел Окунев — вокал
- Дмитрий Процко — гитара, соло-гитара (1, 10)
- Александр Андрюхин — клавишные
- Дмитрий Голяшев — бас-гитара
- Антон Смольянин — ударные

Приглашённые музыканты
- Андрей Леонтьев (Scartown) — гитара, соло-гитара (3, 6)
- Дмитрий Борисенков (Чёрный Обелиск) — соло-гитара, вокал, бэк-вокал (2, 7, 9)
- Илья Мамонтов (Эпидемия) — гитара (5)
- Константин Селезнёв (Фактор Страха) — соло-гитара (2)

### Дополнительная информация
- Запись — студия «Чёрный Обелиск»
- Звукорежиссёр — Дмитрий Борисенков
- Оформление альбома — Pablo the elephant «Arts kill studio»
- Фотографии — Александр Никольский
- Лейбл — CD-Maximum